# Leslie Stephen
Pour les articles homonymes, voir Stephen et Leslie.
Sir Leslie Stephen, né le 28 novembre 1832 à Kensington et mort dans ce même district londonien le 22 février 1904, est un professeur, historien, écrivain, journaliste et alpiniste britannique. Il est le père de la peintre et architecte d'intérieur Vanessa Bell et de la femme de lettres Virginia Woolf, et le frère du juriste James Fitzjames Stephen.

## Biographie
Leslie Stephen fait ses études à Eton College puis à l'université de Cambridge et enseigne ensuite les mathématiques à Cambridge avant d'exercer en tant qu'écrivain, historien et journaliste. En 1857, Leslie Stephen découvre les Alpes qu'il considère comme « le terrain de jeu de l'Europe ». Son apprentissage est rapide et dès 1858 il réalise des premières. Par la suite Leslie Stephen devient un pionnier de l'alpinisme hivernal.
Il est de 1865 à 1868 vice-président puis président de l'Alpine Club, dont il était cofondateur, et également éditeur de l'Alpine Journal de 1868 à 1871. 
Sa première épouse, Minny Thackeray, est la fille aînée de Thackeray. Ils se marient en 1867, et ont une fille, Laura. Son épouse meurt en 1875, d'une crise d'éclampsie survenue lors d'une deuxième grossesse. Il se remarie en 1878, avec Julia Jackson, veuve d'Herbert Duckworth. Ils ont deux fils, Thoby et Adrian, et deux filles, Vanessa et Virginia.
Il est également le premier éditeur du Dictionary of National Biography (1885-1901).

## Premières
- 1859 - Bietschhorn
- 1859 - Rimpfischhorn avec Melchior Anderegg, R. Liveing et Johann Zumtaugwald
- 1860 - Blümlisalp avec Melchior Anderegg, R. Liveing, F. Ogi, P. Simond et J.K. Stone
- 1861 - Schreckhorn avec Peter Michel, Ulrich Kaufmann et Christian Michel
- 1862 - Monte Disgrazia avec Edward Shirley Kennedy avec Melchior Anderegg
- 1864 - Zinalrothorn avec Florence Crauford Grove, Melchior et Jakob Anderegg

## Œuvres
- Peaks, passes and glaciers (1862)
- Le Terrain de jeu de l'Europe (The Playground of Europe) (1871)
- The Science of Ethics (1882)
- Essays on Free Thinking and Plain Speaking (1873)
- An Agnostic's Apology (1893)
- The History of English Thought in the Eighteenth Century (1876)
- The Utilitarians (1900)
- Biographies de Samuel Johnson, Alexander Pope, James Fitzjames Stephen, Jonathan Swift, George Eliot et Thomas Hobbes.
- Éditeur du Dictionary of National Biography (1885-1901).